# Kentin Mahé
Kentin Mahé (Párizs, 1991. május 22. –) olimpiai, világ- és Európa-bajnok francia válogatott kézilabdázó, a VfL Gummersbach játékosa.

## Pályafutása
Kentin Mahé gyerekként Franciaországban kezdett kézilabdázni, az AS Monaco és az ASPTT Nice gyerekcsapataiban, 2000-ben került a TSV Bayer Dormagenhez, ahol többek között édesapja, Pascal Mahé is az edzője lett. A Bundesligában először 2008-ban a DHC Rheinland színeiben léphetett pályára. Nemzetközi kupában először a 2011–2012-es szezonban játszhatott, amikor csapatával, a VfL Gummersbachhal eljutott a Kupagyőztesek Európa-kupája döntőjébe. 2018-ban, utolsó Flensburgban töltött szezonjában német bajnok lett.
2017 márciusában bejelentették, hogy a 2018-ban lejáró szerződését nem hosszabbítja meg a Flensburggal, hanem a Telekom Veszprémhez igazol.
Játszott a francia junior válogatottban is, a 2010-es junior Európa-bajnokság legértékesebb játékosa lett, emellett Gašper Marguč-csal holtversenyben ő lett a torna gólkirálya. Tagja volt a felnőtt válogatottnak, amikor az a 2015-ös és a 2017-es világbajnokságon diadalmaskodni tudott, 2017-ben 37 góljával ő volt a francia válogatott legeredményesebb játékosa. Olimpián eddig kétszer vett részt: a 2016-os rioi olimpián ezüstérmes lett, a 2021-re halasztott tokiói olimpián pedig bajnoki címet nyert. Az Európa-bajnokságot 2024-ben nyerte meg.

## Sikerei, díjai
- Olimpiai bajnok: 2020
  - ezüstérmes: 2016
- Világbajnokság győztese: 2015, 2017
- Európa-bajnokság győztese: 2024
  - bronzérmese: 2018
- Kupagyőztesek Európa-kupája döntős: 2012
- Német bajnokság győztese: 2018
- Magyar bajnokság győztese: 2019, 2023, 2024
- Magyar kupagyőztes: 2021, 2022, 2023, 2024
- SEHA-liga győztese: 2020, 2021, 2022